# 1967 في رومانيا
فيما يلي قوائم الأحداث التي وقعت خلال عام 1967 في رومانيا.

## سياسة

### تعيين في المنصب
- 9 ديسمبر – نيكولاي تشاوتشيسكو President of the State Council ‏.

## مواليد

### يناير
- 22 يناير – كاترينا سابو لاعبة جمباز فني رومانية.

### فبراير
- 1 فبراير – جوليان شيريتا لاعب كرة قدم روماني.
- 7 فبراير – مينيا أيون ناستاسي لاعب كرة مضرب روماني.
- 27 فبراير – دانوت لوبو لاعب كرة قدم روماني.

### مارس
- 30 مارس – ألبرت-لازلو براباشي

### يونيو
- 10 يونيو – بافل باديا لاعب كرة قدم روماني.

### سبتمبر
- 3 سبتمبر – فاليريو زغونيا سياسي روماني.

### أكتوبر
- 1 أكتوبر – دانيال تيموفتي لاعب كرة قدم روماني.
- 9 أكتوبر – غورغي بوبسكو لاعب كرة قدم روماني.
- 18 أكتوبر – شتيفان بانيكا

### ديسمبر
- 5 ديسمبر – بوجدان ستيليا لاعب كرة قدم روماني.
- 22 ديسمبر – دان بيتريسكو لاعب كرة قدم روماني.

## وفيات

### يوليو
- 14 يوليو – تودور أرغيزي (مواليد 1880) كاتب روماني.